# Clossiana isabella
Clossiana isabella är en fjärilsart som beskrevs av Leo Andrejewitsch Sheljuzhko 1931. Clossiana isabella ingår i släktet Clossiana och familjen praktfjärilar. Inga underarter finns listade i Catalogue of Life.